# Romuald Zientarski
Romuald Zientarski (ur. 10 listopada 1829 w Wymyślinie koło Nasielska, zm. 25 lub 26 listopada 1874 w Warszawie) – kompozytor, organista, dyrygent i pedagog.

## Życiorys
W Warszawie uczył się u Józefa Elsnera i Tomasza Nideckiego. W latach 1860–62 działał w Kaliszu, gdzie w kolegiacie zorganizował i prowadził 12-osobowy amatorski chór męski i amatorską orkiestrę. 
W latach 1865–1867 uczył w Warszawskim Instytucie Muzycznym w klasie „organu parafialnego”. W Warszawie, w Aleksandryjskim Instytucie Wychowania Panien, uczył śpiewu, a w Instytucie Głuchoniemych i Ociemniałych gry na fortepianie. W 1867 krótko przebywał w Poznaniu.

## Publikacje
Wybrane publikacje na podstawie źródeł:
- 1855 partytury Wesele w Ojcowie : balet z muzyką na orkiestrę
- 1861 Nowa szkoła na fortepian teoretyczno-praktyczna zastosowana podług szkół celniejszych autorów i własnemi postrzeżeniami pomnożona
- 1867 partytury Gorzkie żale : z pieśniami i melodjami : podług Muzyki kościelnéj, choralnéj i figuralnéj R. Zientarskiego
- 1870 partytury Śpiewnik kościelny = Cantionale ecclesiasticum : pieśni, hymny, antyfony, nieszpory etc. z melodyami oraz objaśnienia tyczące się świąt i obrzędów Kościoła Rzymsko-Katolickiego
- 1875 partytury Parafraza z tematu dumki ukraińskiej : op. 36. No 1, Ne chody Hryciu na weczernyci